# طوماس برينوك داي
طوماس برينوك داي (بالإنجليزية: Thomas B. Day)‏ هو عالم أمريكي، ولد في 7 مارس 1932.